# 戦争シストイソスポーラ
戦争シストイソスポーラ（せんそうシストイソスポーラ、学名: Cystoisospora belli）は、かつて戦争イソスポーラ（学名: Isospora belli）として知られていた寄生虫で、 腸疾患シストイソスポラ症（Cystoisosporiasis）（日本では旧称のイソスポラ症（Isosporiasis）を用いる）の原因となる。この原生動物の寄生虫は、免疫抑制されたヒト宿主において日和見的に感染する 。まず小腸の上皮細胞に存在し、細胞質で増殖する  。このコクシジウム寄生虫の分布は世界各地で見られ、主にカリブ海、中央および南アメリカ、インド、アフリカ、東南アジアなどの熱帯および亜熱帯地域で見られる。 米国では、通常、HIV感染と施設生活に関連している 。 

## 形態学
シストイソスポーラ属の完全に成熟した（胞子形成）オーシストは、4個のスポロゾイトをそれぞれ含む2つのスポロシストを有する紡錘状体  。戦争シストイソスポーラのオーシストは長く、楕円形。 長さは20〜33マイクロメートル、幅は10〜19マイクロメートル 。

## ライフサイクル

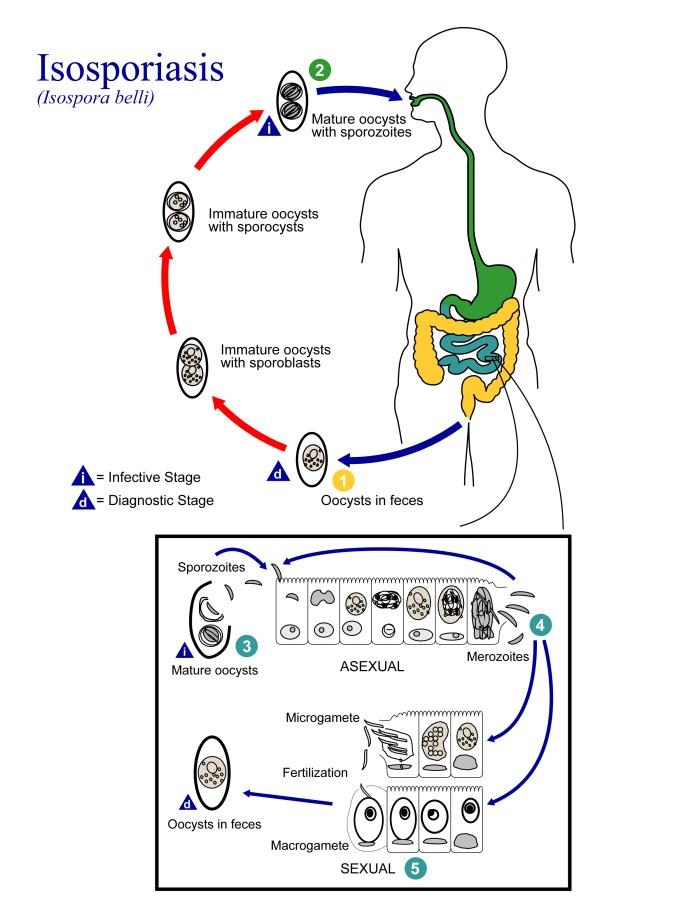
PHIL 3398 lores

- 1つのスポロブラスト（sporoblast）を持つオーシストが感染者の便から放出される
- オーシストが放出された後、スポロブラストはさらに成熟し、2つに分かれる
- スポロブラストが分裂した後、シスト壁を作り、スポロシスト（sporocyst）になる
- スポロシストはそれぞれ2回分裂し、4つのスポロゾイトを生じる
- これらの成熟オーシストが摂取されると伝播が起こる
- スポロシストは、小腸で脱嚢しスポロゾイトが放出される
- スポロゾイトは上皮細胞に侵入し、シゾゴニー（schizogony)が開始される
- トロフォゾイト（trophozoite)は、多くのメロゾイトを含むシゾント（schizont）に発達する
- シゾントが破裂すると、メロゾイト（merozoite)が放出され、より多くの上皮細胞に侵入し続ける
- 約1週間後、オスとメスの配偶子母細胞の発達がメロゾイトで始まる
- 受精によりオーシストが発生し、それが便から放出される[2] [7]

この寄生虫の胞子形成時間は通常1〜4日で、ライフサイクル全体は約9〜10日かかる。 感染段階は便に見られる成熟オーシストである。 戦争シストイソスポーラの成熟オーシストは、環境内で数ヶ月間、感染性を維持できる。

## イソスポラ症
イソスポーラ症とも表記する。免疫能力のある通常のヒトでは、この寄生虫の感染に対して無症状であるが、軽度の下痢、腹部不快感、約1週間の微熱などの臨床症状が、一部で観察されている  。しかし免疫不全のヒトでは、戦争シストイソスポーラにより深刻な影響を受け、脱力、食欲不振、および体重減少につながる極端な下痢に至る可能性がある。 イソスポラ症の他の症状には、腹痛、痙攣、食欲不振、吐き気、嘔吐、および発熱が含まれ、これらは数週間から数ヶ月続くことがある 。

## 診断と治療
戦争シストイソスポーラは、顕微鏡下で便サンプルを調べることにより、オーシストを同定することで診断される。診断段階は、原形質の球状塊を含む未成熟オーシストである  。言い換えると、糞便サンプルで診断されたオーシストは胞子形成されておらず、スポロブラストを1つだけ含んでいる 。糞便の診断には、糞便の直接塗抹標本、濃度塗抹標本、顕微鏡ウェットマウント、またはヨウ素染色が適切である。 ただし、簡易スクリーニングには、抗酸染色が推奨される 。 便検査が陰性で小腸の生検が実施される場合、上皮細胞にはシゾゴニー（schizogony)とスポロゴニー（sporogony)の異なる段階が存在するはずだが、絨毛の変化は必ずしも存在しない。他の原虫感染症の場合とは異なり、好酸球増加症も見られることがある 。 
この感染症は抗生物質で簡単に治療できる。処方される最も一般的な抗生物質は、ST合剤 （コトリモキサゾール、サルファメソキサゾールとトリメトプリムの合剤、TMP/SMX）であり、商品名バクタ、バクトラミン（米国ではバクトリム、セプトラ、またはコトリム）として知られている。AIDS患者では、治療により症状が消失することがあるが、しばしば再発がみられる。再発を防ぐため、エイズ患者や他の免疫抑制患者では投薬が継続される。

## 感染と予防
戦争シストイソスポーラは中間宿主を必要とせず、現在、ヒトからヒトへの伝播のみが知られている。伝播の方法は、感染した人の糞で汚染された食物または水を摂取することによる。トイレの使用後、おむつを替えた後、食べ物を扱う前に、石鹸と温水で手を洗うことが重要である。また、子供たちに手洗いと適切な衛生習慣の重要性を教育することも重要である。 HIV-AIDS患者は、症候性腸寄生虫感染のリスクが高く、病原性の負担が病気の進行を早め、早期死亡に寄与する可能性があるため、特にCD4数の少ない患者において、寄生虫の定期的なスクリーニングを強調する必要がある 。

## 歴史
Isospora belli は、1860年にルドルフ・ヴィルハウによって発見され、1923年にチャールズ・モーリー・ウェニヨンによって命名された。現在、Cystoisospora belliとして知られている。 